# Słonice
Słonice [pronunciación en polaco: /swɔˈnit͡sɛ/] es un pueblo ubicado en el distrito administrativo de Gmina Krzęcin, dentro del Condado de Choszczno, Voivodato de Pomerania Occidental, en el norte de Polonia occidental. Se encuentra aproximadamente a 3 kilómetros al noreste de Krzęcin, a 12 kilómetros al sureste de Choszczno, y a 72 kilómetros al sureste de la capital regional Szczecin.
Antes de 1945, el área fue parte de Alemania. Para la historia de la región, vea Historia de Pomerania.